# Panthéon (Paris)
 Denne artikel omhandler Panthéon i Paris. Opslagsordet har også en anden betydning, se Pantheon.
Panthéon er en bygning i Paris' 5. arrondissement i Latinerkvarteret.
Panthéon er opført i 1755 som Sainte-Geneviève kirken. Den er opført i klassicistisk stil, og facaden er inspireret af Pantheon i Rom.
Oprindelig var den monumentale bygning en kirke, men efter at have skiftet mellem kirkelige og verdslige funktioner adskillige gange endte den som mausoleum i forbindelse med Victor Hugos begravelse i 1885. Der kom en indskrift over indgangen som er AUX GRANDS HOMMES LA PATRIE RECONNAISSANTE (omtrent "Til store mænd fædrelandets taknemmelighed").
Igennem årene er 76 berømte franskmænd (heriblandt fire kvinder) blevet stedt til hvile på dette sted. Heraf er tre blevet gravet op igen[kilde mangler].
| - Facade (Facade) - Fronton (Pediment) - Søjlehal (Porticus) - Kuppel (Dome) - Detalje - Interior - Krypt - Set på afstand - Udsigt fra Panthéon - Historiske billeder Ca. 1890-1900 |

## Kendte, der er stedt til hvile i Panthéon (udvalgte)
- Louis Braille
- Marie Curie
- Pierre Curie
- Alexandre Dumas
- Victor Hugo
- Jean Jaurès
- André Malraux
- Jean-Paul Marat
- Honoré Gabriel Riqueti de Mirabeau
- Jean Monnet
- Jean Moulin
- Jean-Jacques Rousseau
- Voltaire
- Émile Zola
- Simone Veil
- Josephine Baker